# إيليزا أتكينز جليسون
إيليزا أتكينز جليسون (بالإنجليزية: Eliza Atkins Gleason)‏ هي أمينة مكتبة أمريكية، ولدت في 15 ديسمبر 1909 في وينستون-سالم في الولايات المتحدة، وتوفيت في 15 ديسمبر 2009.